# Фотодерматоза
Фотодерматоза је алергија на сунце. Све је више особа (фотосензитивних) које су алергичне на сунце, односно код којих имунски систем при излагању сунцу, али и вештачкој светлости, реагује појавом алергија. Те алергије се могу различито манифестовати; од ситних бубуљица, осипа са сврабом или без њега, израженог црвенила до појаве пликова и опекотина. За разлику од других алергија, попут оне на прашину, које су много познатије, фотодерматоза се сматра ретком и према писању сајта neseser.hr захватају и до 20% популације. Према писању сајта PLIVAzdravlje, постоји ризик од карцинома коже у старијој доби, а млади имају и додатни проблем психолошке природе, јер не могу да се сунчају колико би желели, а с обзиром на трендове који диктирају тамнији тен као пожељнији. Разликују се примарне и секундарне фотодерматозе.

## Примарне фотодерматозе
Примарне алергије на сунце настају излагањем коже УВ зрацима и најчешће су наследне. Према писању магазина „Стил“, према неким истраживањима 50% дерматоза су управо наследне. Варирају од лакшег облика у виду надражујућег осипа који се јавља неколико сати након излагања сунцу, па све до веома озбиљних случајева соларне уртикарије, када дуже излагање сунцу може узроковати анафилактички шок па чак и смрт.

## Секундарне фотодерматозе
Секундарне алергије на сунце настају када одређене фотосензитивне супстанце, које имају способност упијања сунчевог зрачења (посебно УВ), попут лекова или козметичких препарата учине кожу осетљивијом на такво зрачење. Исти учинак могу имати и неке болести, посебно системске које захватају читав организам, попут порфирије. Међу неке чешће фотосензитивне лекове убрајамо лекове против акни, антихистаминике, нестероидне противупалне лекове, неке антибиотике, лекове против гљивица, оралне антидијабетике, диуретике итд. Осим козметичких препарата као што су сапун, шампон против перути или дезодоранса, исти ефекат могу да произведу чак и неке креме за сунчање. Креме за сунчање које се препоручују су оне које садрже висок заштитни фактор (20-30) и цинков оксид или силицијум-диоксид. Реакције изазване агенсима су ипак много ређе и називају се још и фототоксичним. Због свраба и чешања касније се могу видети огреботине и кожа се љушти. При следећем деловању хемикалије алергија је бурнија. Некада је толико интензивна, да се јавља и након елиминисања спорне супстанце и тада настаје контактни алергијски фотодерматитис или фотоекцем.

## Симптоми
Осетљивост на сунце се дијагностикује методом познатом као фототестирање. Алергија на сунце погађа људе свих типова коже, без обзира да ли је тен блеђи или не. Постоји много манифестација примарних фотодерматоза, а најчешће се јавља тзв. ПМЛЕ тј. облик полиморфних светлосних ерупција који изгледа попут убода инсекта. То је релативно често стање будући да је њиме захваћено чак између 10 и 20% појединаца, а испољава се као надражујући осип на врату и прегибима руку и ногу, а јавља се неколико сати послије излагања сунцу, већ у току вечери. Ово стање прати отврднуће осипа, затим се јавља свраб, али се повлачи и без лечења у року од седам до десет дана. Ипак, враћа се приликом поновног излагања сунцу.

## Превенција и лечење
Најбољи начин за спречавање фотодерматоза је свакако превенција. Како би се спречиле фотодерматозе, поред избегавања сунчања у доба дана када је зрачење најјаче, потребно је проверити са лекаром да ли су лекови који се користе фотосензитивни. Такође, не препоручује се козметика кућне израде, посебно она која садржи етерична уља свих врста цитруса, лаванде, анђелике и сандаловине, салицилну киселину или ретиноле на пример. Чак је потребно и избегавати додир са биљкама попут першуна, целера и хризантеме. Уколико до фотодерматоза ипак дође, на захваћена места се стављају хладне облоге, узима се парацетамол уколико особа осећа болове и потребно је обратити се лекару. Лекови који могу помоћи при санирању алергијских реакција, односно осипа, су стероиди који се узимају орално, а помажу и лекови против маларије (хидроксиклорокин), као и појачано конзумирање бета-каротена.